# Double viaduc TGV d'Avignon
Le double viaduc TGV d'Avignon situé près d'Avignon, est un ouvrage d'art de 1 500 mètres de long composé de deux viaducs. Il assure le franchissement du Rhône, par la LGV Méditerranéenne pour desservir la gare d'Avignon TGV. Divisé en travées de 100 m de long, ces deux viaducs sont, en 2012, parmi les plus grands construits en béton précontraint, pour une ligne de chemin de fer.

## Histoire
Construit entre 1996 et 1999 à l'occasion de la mise en œuvre de la LGV Méditerranée, ce viaduc a été construit par les sociétés Bouygues Construction et GTM construction.
L'étude technique a été menée par RFR Ingénieurs & Consulting Engineers. Son concepteur est l'ingénieur Michel Virlogeux et son architecte est Jean-François Blassel.
Le premier viaduc est dit « TGV » et relie Paris à Marseille. Le second viaduc dit « TGV Grand Sud » relie Marseille à Montpellier.

## Positionnement dans le tracé TGV Méditerranéen
Les deux viaducs assurent le franchissement du Rhône entre les départements du Gard et du Vaucluse. Ils s’élèvent progressivement à partir de la zone d’activité de Courtine, côté Avignon. Cette zone d'aménagement est constituée d'anciennes plaines agricoles protégées par des endiguements caillouteux. Les viaducs s’élancent ensuite au-dessus du fleuve en direction de la rive droite, où ils franchissent les lignes parallèles formées par une digue suivie d'un canal, d'une route, et d'une voie ferrée et rejoignent 60 mètres plus haut la garrigue du massif des Angles.

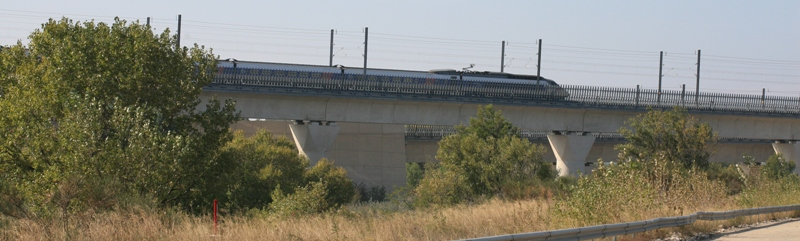
Une rame TGV Sud-Est sur le viaduc.

En franchissement d'ouest en est, le premier viaduc relie ainsi Paris à Marseille. D'est en ouest, le second viaduc relie Marseille à Nîmes puis Montpellier. Sur la rive est, le double viaduc se prolonge par un saut-de-mouton permettant à la branche Nîmes de passer sous la branche Paris juste avant d'arriver en gare d'Avignon TGV.

## Description technique

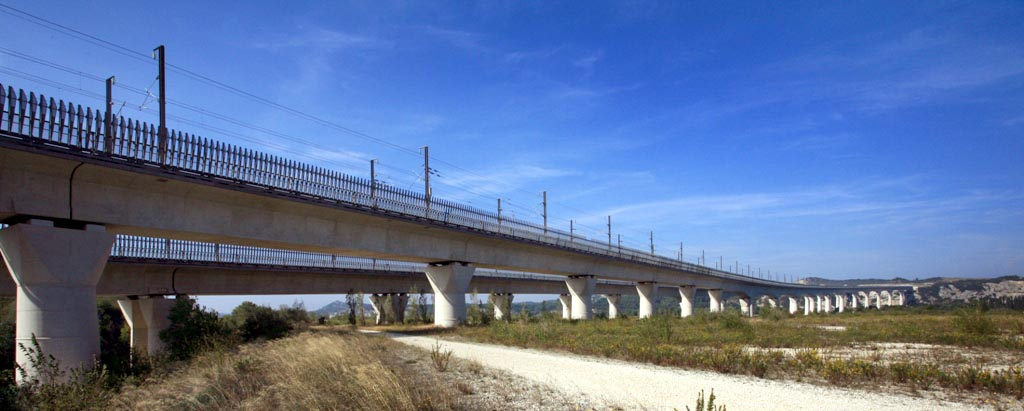
Double viaduc TGV d'Avignon.

Les deux viaducs « TGV » et « TGV Grand Sud », sont précédés d'ouvrages d'approche (dits estacades) et d'un saut-de-mouton (franchissement d'une ligne ferroviaire par une autre). L'ensemble repose sur des piles de hauteur variable d'une dizaine à une cinquantaine de mètres.
Les tabliers des viaducs sont supportés par une poutre continue de hauteur variable. Cette variabilité de la hauteur des poutres est due à l'adoption d'un système de construction à voussoirs préfabriqués précontraints. Ce type de voussoirs est normalement employé dans les ouvrages routiers.

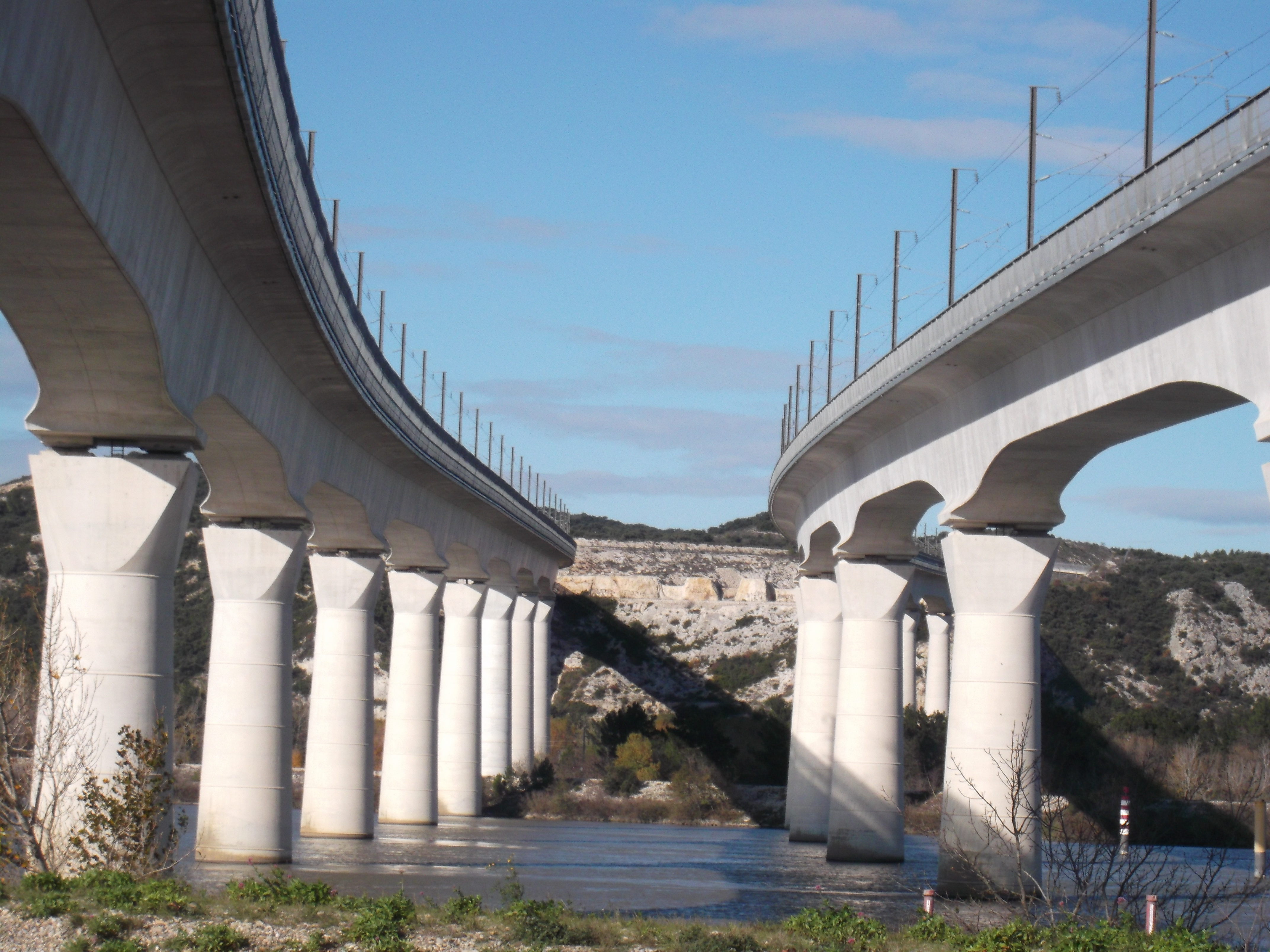
Avignon Garrigue-TGV.

En raison des efforts de freinage, des grandes dimensions de la structure, du poids des rames, et de la très grande vitesse de la circulation des convois, les contraintes structurelles appliquées aux viaducs sont très importantes.
Pour résister à ces contraintes particulières, le travelage a été porté de 70 à 100 mètres entre les définitions initiales et la réalisation finale de l’ouvrage. Ces travées longues et régulières ont imposé des réflexions spécifiques pour permettre la dilatation des longs rails soudés du TGV. Ainsi le fractionnement des éléments du pont est associé à un joint cantilever, implanté à l’extérieur des piles.
Les piles – coulées sur place – sont de forme conique pour des raisons statiques hydrauliques et visuelles.

### Résistance aux vents violents
Des écrans brise-vent protègent les trains du mistral.

### Contraintes patrimoniales
Le choix de tracé retenu, parmi plusieurs variantes, entraîne des contraintes patrimoniales et architecturales fortes, du fait de la grande visibilité de ces ouvrages, situés à quelques kilomètres de monuments historiques de premier plan, tels que le Palais des Papes, inscrit sur la liste du patrimoine mondial de l'UNESCO, ou encore le pont Saint-Bénézet.
Pour respecter les contraintes de protection des bâtiments historiques, les viaducs ont été réalisés en utilisant un béton de couleur très claire, visuellement compatible avec la blancheur du Palais des papes d'Avignon.